# HD 164922 b
HD 164922 b是一顆位於武仙座的太陽系外行星，母恆星是橙矮星 HD 164922，距離地球71.5光年。目前不知道它的軌道傾角，只能得知它的質量下限是0.36倍木星質量。該行星和其他長週期行星一樣軌道離心率並不高，大約是和木星與土星相近的0.05。